# Arthur Lewis
William Arthur Lewis (ur. 23 stycznia 1915 w Castries, zm. 15 czerwca 1991 w Bridgetown) – brytyjski ekonomista, znany ze swojego wkładu w dziedzinie rozwoju gospodarczego. Laureat Nagrody Banku Szwecji im. Alfreda Nobla w dziedzinie ekonomii w 1979 roku.

## Życiorys
Pochodził z Saint Lucia, ówcześnie jeszcze terytorium Wlk. Brytanii na Karaibach. Studiował w London School of Economics, gdzie w 1940 roku obronił doktorat. Profesor ekonomii politycznej na Uniwersytecie w Manchesterze (1947–1958), prorektor University of the West Indies, profesor Uniwersytetu Princeton (1963–1983). Doradca rządów w krajach rozwijających się, pracował w komisjach ONZ. W 1963 został mianowany profesorem Uniwersytetu, na stanowisku tym pozostał aż do swojej emerytury w 1983 r. Od 1963 nosił tytuł Sir. W 1970 został mianowany dyrektorem Banku Rozwoju Karaibów. Zmarł na Barbadosie i został pochowany na gruntach uniwersytetu nazwanego jego imieniem.

## Praca
Zajmował się kwestiami wzrostu gospodarczego państw rozwijających się, ze szczególnym uwzględnieniem problemu ukrytego bezrobocia i szans jego likwidacji. Obecnie ta teoria nabrała szerokiego rozgłosu w kontekście rozwoju gospodarczego w Chinach.
W artykule z 1954 roku Economic Development with Unlimited Supplies of Labour przedstawił model rozwoju dwusektorowego, w którym zakładał, że duża część krajów najmniej rozwiniętych ma dualną gospodarkę. Tradycyjne rolnictwo charakteryzujące się niską produktywnością, niskimi dochodami oraz nowoczesny przemysł, który jest dość zaawansowany technologicznie dzięki dużym inwestycjom. Rolnictwo rozwijające się na terenach wiejskich i miejski przemysł powodowały duże różnice w rozwoju między częściami kraju. Mieszkańcy miast dzięki oszczędnościom, które zdołali poczynić, a które są kluczowe dla inwestycji i rozwoju, powiększali różnice między biednymi mieszkańcami wsi (wpływając przez konsumpcję na rozwój innych gałęzi gospodarki). Nasilało to migrację do miast, co powodowało samonapędzający się rozwój (dzięki uprzemysłowieniu).
Ze względu na bardzo niską (w opinii Lewisa bliską zeru) krańcową produktywność pracy, ubytek siły roboczej na wsi nie powodował proporcjonalnego ubytku w produkcji żywności.

## Krytyka
- postęp technologiczny – zwłaszcza w społeczeństwie o niskim wykształceniu – może prowadzić do spadku zapotrzebowania na pracę (maszyny zastąpią ludzi), stąd trudno oczekiwać wzrostu popytu i oszczędności,
- przynajmniej w początkach procesu industrializacji dochody będą raczej przeznaczane na konsumpcję niż oszczędności, stąd krajowe inwestycje będą ograniczone;
- przemysł początkowo nie zwiększył znacząco bogactwa miast, gdyż migrowało do nich więcej osób niż było miejsc pracy stworzonych w przemyśle (patrz Model Harris-Todaro).

## Wyróżnienia
W 1979 został uhonorowany Nagrodą Banku Szwecji im. Alfreda Nobla w dziedzinie ekonomii za pionierskie badania nad ekonomią rozwoju, a w szczególności nad problemami krajów rozwijających się. Razem z nim nagrodę otrzymał Theodore Schultz. W 1993 roku został uwieczniony na monecie okolicznościowej o nominale 2 dolarów upamiętniającej 10 rocznicę utworzenia Wschodniokaraibskiego Banku Centralnego.

## Wybrane publikacje
- The Principles of Economic Planning (1949)
- The Theory of Economic Growth (1955)
- Development Planning (1966)
- Tropical Development 1880-1913 (1971)
- Growth and Fluctuations 1870-1913 (1978).